# Odnoklassniki.ru
Odnoklassniki (Одноклассники; deutsch Klassenkameraden) ist ein russisches Online-Kontaktnetzwerk, das den Nutzern ermöglicht, Benutzerprofile mit vielfältigen Angaben zur eigenen Person, Fotos, Gruppen, Foren usw. einzurichten. OK gehört dem Unternehmen VK.

## Geschichte
Das Internetportal Odnoklassniki wurde im März 2006 von Albert Popkow gegründet und ist laut Germany Trade and Invest eins der erfolgreichsten Projekte, auf dem sich ehemalige und gegenwärtige Mitschüler, Mitstudenten, Arbeitskollegen usw. wiederfinden können. Das Projekt wurde ursprünglich nur durch Einblendung von Werbebannern finanziert. Die Anmeldung ist heute wieder kostenlos, nachdem zwischenzeitlich eine Gebühr erhoben wurde. Um alle Dienste des Projekts nutzen zu können, ist aber nach Eingabe der persönlichen Daten das Absenden einer kostenpflichtigen Aktivierungs-SMS erforderlich.
Eigentümer ist die Mail.Ru Group, eine russische Investmentfirma.
Laut Alexa ist Odnoklassniki (als ok.ru) die derzeit (Stand: November 2016) sechstpopulärste Website Russlands und liegt weltweit auf Rang 51. In den meisten der von Alexa erfassten Nachfolgestaaten der Sowjetunion liegt die Website unter den ersten Zehn, darunter in Moldau auf Rang 4 und in Armenien sowie Georgien jeweils auf Rang 5. In Deutschland liegt sie auf Rang 9.
Im März 2012 hatte das Netzwerk Odnoklassniki etwa 135 Millionen registrierte Mitglieder.
In der Ukraine wurde 2017 Odnoklassniki wie VKontakte für drei Jahre gesperrt.
In Russland wurde 2022 OK zusammen mit VK obligatorisch für Behördenkonten auf Social Media.

## Registrierung und Anmeldung
Anfangs nur in russischer und ab 2010 auch in ukrainischer Sprache verfügbar, bietet die Seite nunmehr ihre Dienste auch auf Englisch und weiteren Sprachen an. Jeder Nutzer muss sich mit seinem bürgerlichen Namen, welcher öffentlich einsehbar ist, und seinem Geburtsdatum registrieren. Die Anmeldung erfolgt durch Eingabe des Benutzernamens und eines selbst gewählten Passwortes.

## Funktionen
Das System bietet folgende Funktionen:
- Erstellung eines Profils mit vielfältigen Angaben zur eigenen Person.
- Erstellung eines eigenen Forums.
- Erstellen von Fotoalben.
- Man hat die Möglichkeit, Freunde auf die Freundesliste zu setzen.
- Kontaktaufnahme mit anderen Mitgliedern.
- Bildung von Gruppen mit Diskussionsforen.
- Anzeige von Verbindungen zwischen registrierten Mitgliedern.
- Man kann bei jedem Nutzer sehen, ob er gerade online ist.
- Man kann bestimmte Personen auf eine Ignorierliste setzen.
- Funktion zur Suche nach anderen Mitgliedern.
- Es gibt die Möglichkeit, Schulen aus der ganzen Welt zu hinterlegen.
- Kostenloses Spielen von verschiedenen Online-Games.
- Verlinkung von YouTube-Videos mit Tagging-Funktion.
- Kostenlos Musik hören (z. B. via Internet-Radio) und kostenpflichtig herunterladen.